# 13723 Kolokolova
13723 Kolokolova è un asteroide della fascia principale. Scoperto nel 1998, presenta un'orbita caratterizzata da un semiasse maggiore pari a 2,7698081 UA e da un'eccentricità di 0,1644123, inclinata di 4,17323° rispetto all'eclittica.